# Castanopsis guinieri
Castanopsis guinieri är en bokväxtart som beskrevs av Aimée Antoinette Camus. Castanopsis guinieri ingår i släktet Castanopsis och familjen bokväxter.
Artens utbredningsområde är Vietnam. Inga underarter finns listade.